# Ganz és Társa-Danubius Villamossági-, Gép-, Waggon- és Hajógyár Rt.
A Ganz és Társa-Danubius Villamossági-, Gép-, Waggon- és Hajógyár Rt. 1911-ben alakult a Ganz Villamossági Rt. és a Danubius Hajó és Gépgyár Rt. egyesüléséből. A hajógyár egykori központi irodaépülete a 1138 Budapest, Váci út 184. címen épült.

## Előzmények

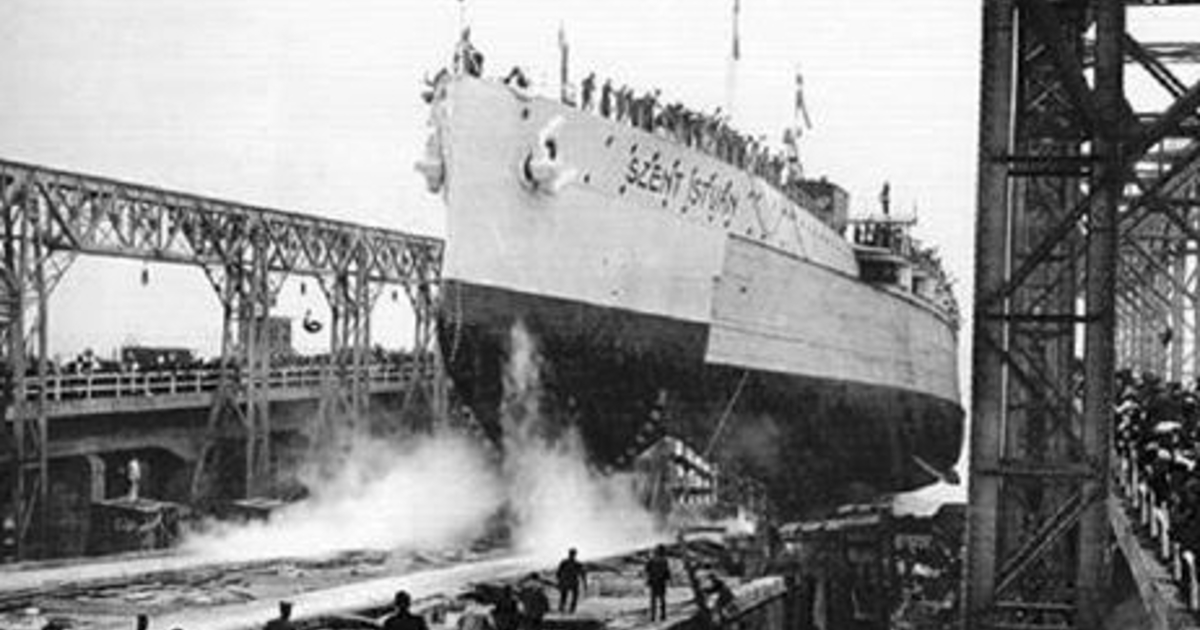
Az SMS Szent István csatahajó vízrebocsátása 1914-ben

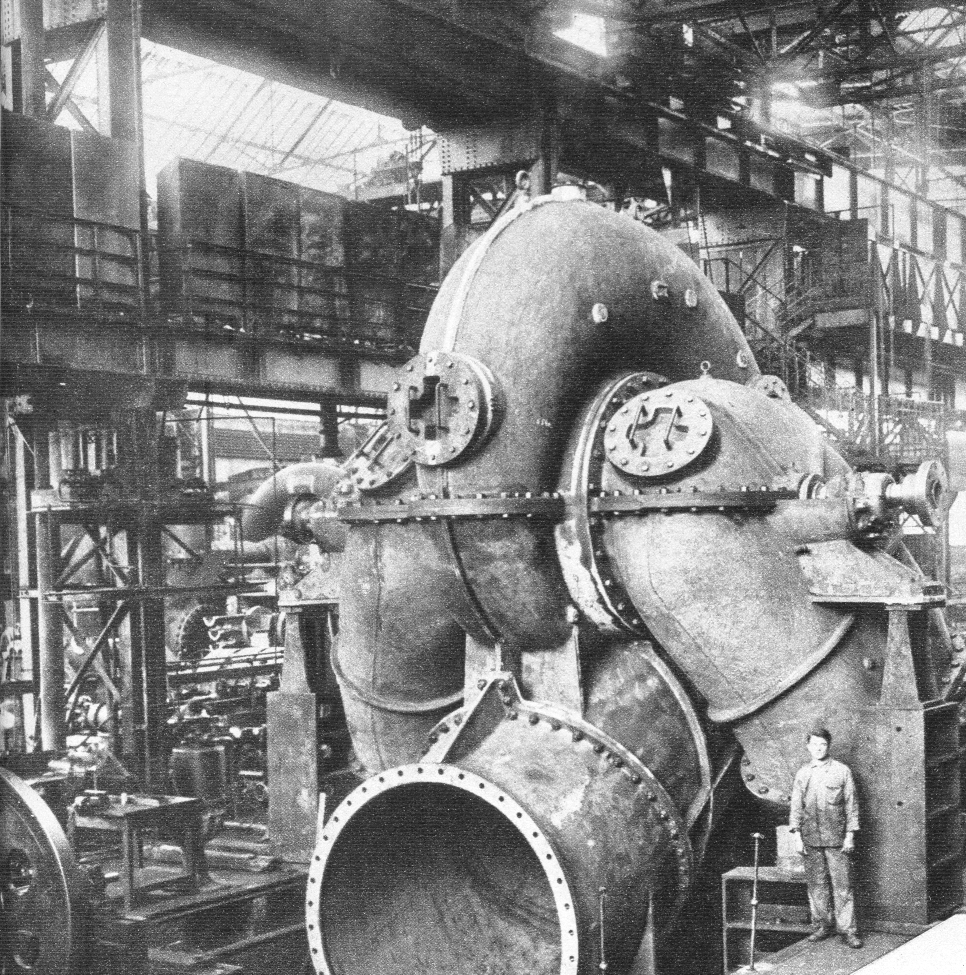
Turbinaszerelés a Ganz és Társa Villamossági-, Gép-, Waggon- és Hajógyár Rt. telepén

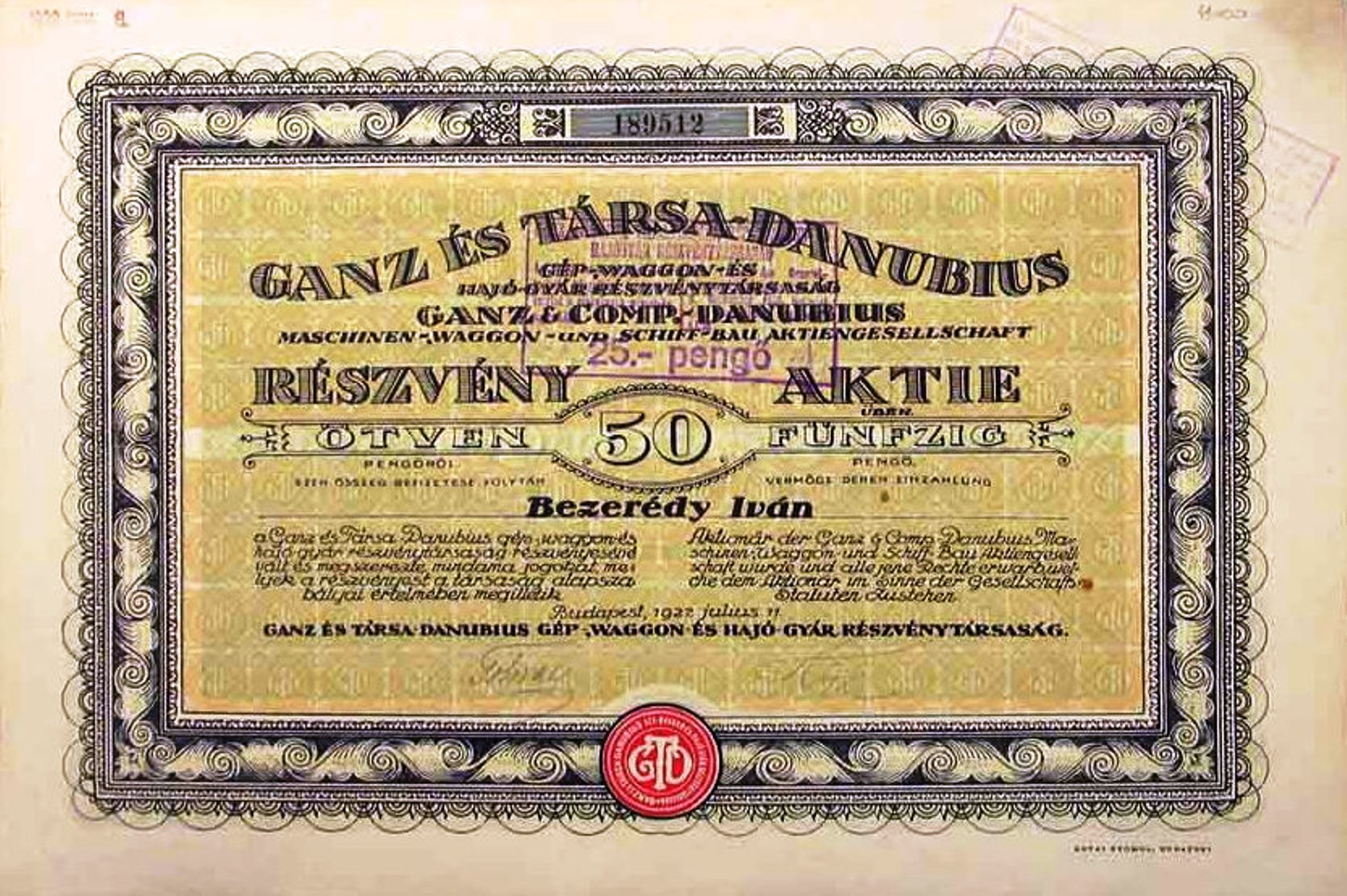
Ganz és Társa-Danubius részvény, 1922

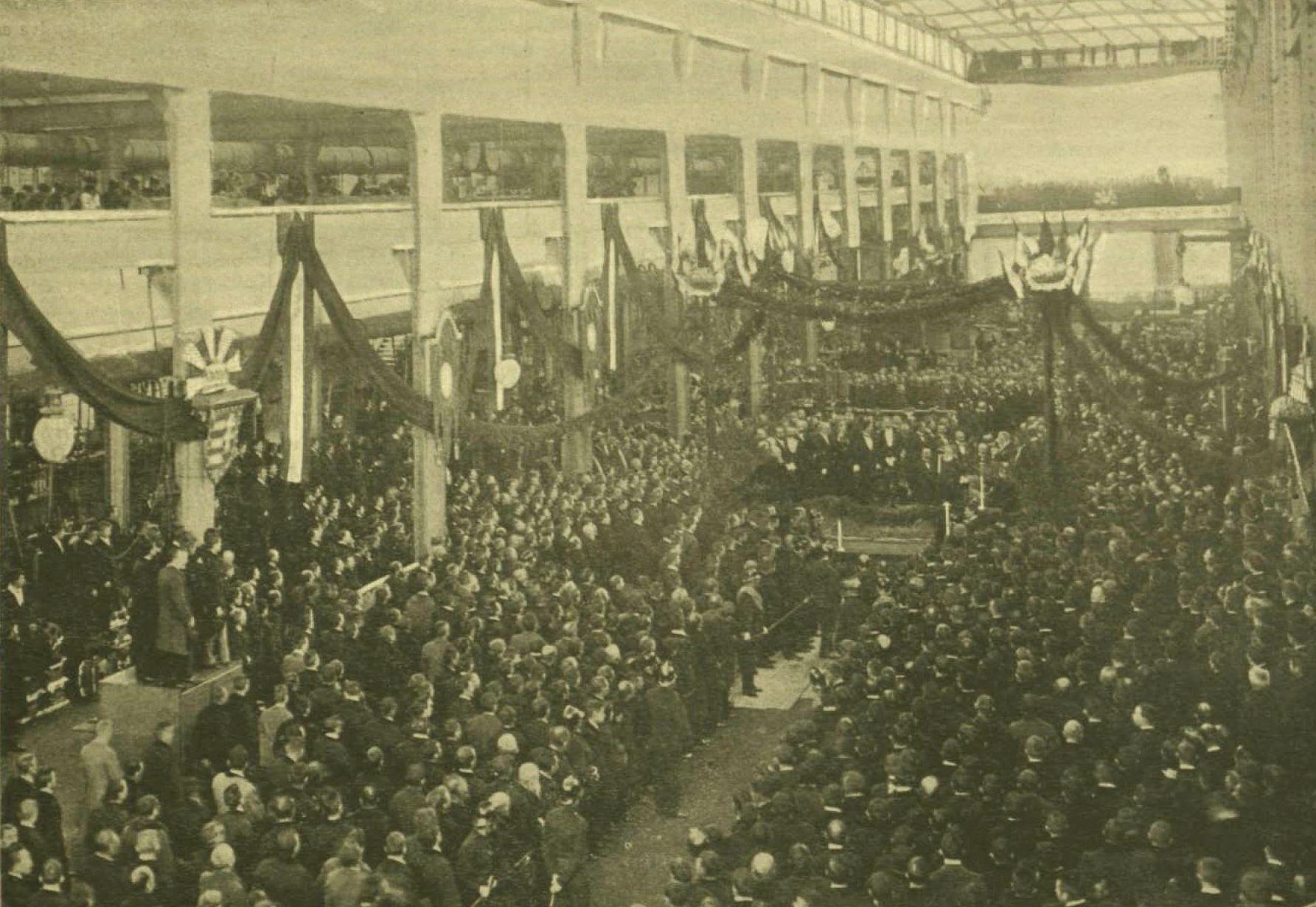
Jubileumi ünnepély a Ganz-gyárban Mechwart András hivatalba lépésének 40. évfordulóján

Az 1845-ben, Ganz Ábrahám által alapított céget eredetileg Ganz és Társa Vasöntő és Gépgyár Rt. néven jegyezték be. (1027 Budapest, Bem József u. 20. Ebben az épületben ma az Öntödei Múzeum működik.) Mechwart András 1878-ban megalapította a Ganz gyár Elektronikai Osztályát. Ekkor került a gyárhoz Zipernowsky Károly, aki átvette az elektromos részleg vezetését, és megkezdte váltakozó áramú kísérleteit. Déri Miksa 1882-ben, Bláthy Ottó Titusz 1883-ban állt a gyár szolgálatába, és lett Zipernowsky munkatársa. 1885-ben megszületett hármójuk világszabadalma, amely megoldotta a transzformátoron alapuló villamosenergia-elosztás és energiaátvitel kérdését, és lehetővé tette a fogyasztóhelyek függetlenítését egymástól. A nagy hármas által feltalált energiaelosztási és átviteli rendszer rövid idő alatt meghódította a világot. 1906-ban megalakult a Ganz Villamossági Rt., ami 1911-ben, a Danubius Hajó és Gépgyár Rt.-vel egyesülve vette fel roppant hosszú végső nevét.
A Kőbányai úti korábbi Első Magyar Vagongyár Rt. telepét a Ganz 1880-ban szerezte meg.

## A gyár fejlődése
1878-tól a gyár elektrotechnikai részlege (II. kerület, Kacsa utca 18.) aktívan foglalkozott az erősáramú gépek előállításával és üzemeltetésével kapcsolatos villamosműszer-gyártással. A villamos energia mérését 1889-től Bláthy világhírű találmánya, a villamos fogyasztásmérő (árammérő) tette lehetővé. A Ganz gyártott a központi áramfejlesztő telepek részére kapcsolóberendezéseket, továbbá kapcsolóasztalokat, távkapcsoló berendezéseket, szigetelésvizsgálókat, mérőtranszformátorokat stb. Az első világháború alatt repülőgép-villamossági berendezéseket szállítottak az 1916-ban megalakult Ganz-Fiat Repülőgépmotor gyárnak. Gyártottak elektromos mérőműszereket a Ganz-féle hadihajókhoz és tengeralattjárókhoz is.
A Ganz műszergyártása 1881-re kinőtte a Kórház utcai törzsgyár kereteit. A vállalat ezért megvásárolta és átalakította a leégett Királymalom I. kerület, Fő utca 71. szám alatti épületét, így a termelőterülete 3689 m²-rel bővült. Az asztalosműhely területe a Ganz utca 24.-ben 231 m²-t tett ki. A munkáslétszám az 1881. évi 40 főről 1890-re 340 főre emelkedett. A megnövekedett termelés azonban egyre több helyet igényelt. A gyár 1897-ben felépítette a Rókus (ma Lövőház) utcai telepét 23 194 m² gyártóterülettel. A számlálógyártás helyzete csak e gyár megépítésével lett kedvezőbb.
Később a Hitelbank vette át a Ganz gyár irányítását. 1901-ben a munkások 10%-át elbocsátották. A Tanácsköztársaság után az infláció, majd a pénzszűke a Ganznál is válságos helyzetet eredményezett. Az 1920-as évek második felében felvetődött a külföldi tőke bevonásának gondolata, de féltve a Ganz számlálógyártásban elfoglalt vezető szerepét, azt elvetették. Bár a villamossági gyár jól prosperált, a Hajó- és Waggongyár veszteségesen üzemelt. 1929. szeptember 26-án a Hitelbank a két különálló vállalatot újra egyesítette Ganz és Társa Villamossági-, Gép-, Waggon- és Hajógyár Rt. néven. 1930 tavaszán felemelték az alaptőkét, a középszerűvé süllyedt Ganz bevonta a külföldi tőkét.

## Az árammérő (villamos fogyasztásmérő) gyártásának helyzete

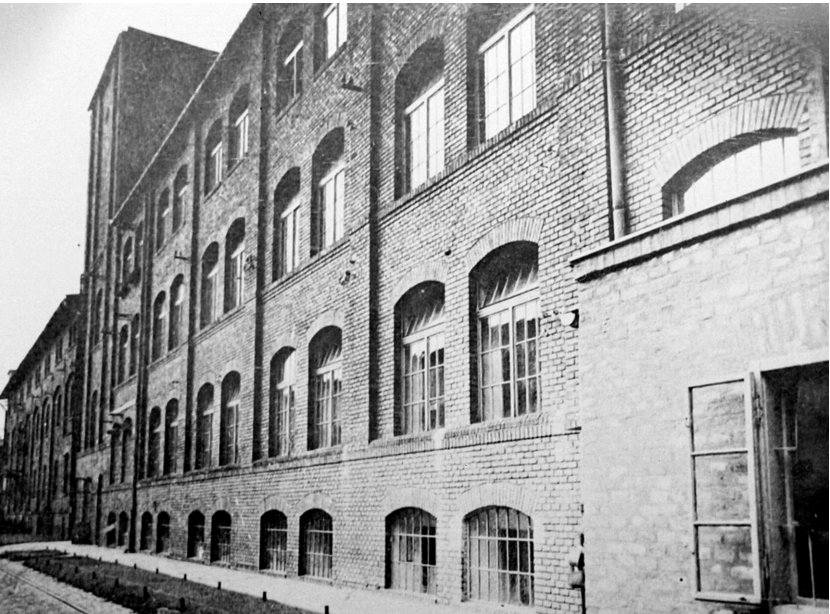
A Ganz Számlálógyár VIII., Villám utca 38. sz. alatti telepe 1930 közepén

Az első világháborút követő villamossági programok kedvező lehetőséget kínáltak az árammérőgyártás kiterjesztésére, azonban a rendezetlen gyártási viszonyok, a régi típusú árammérő már nem tette versenyképessé a gyártást. A hitelbanki vezetés elhatározta a fejlesztést, azonban az infláció meghiúsította az alaptőke megemelését (és ezzel további 40 000 m² termelőterület létrehozását). Az 1924-re tervezett gyárbeindítás helyett az Ericsson cégtől béreltek 6000 m² területet annak Fehérvári út 102. szám alatti telepén. A bérleti szerződést 1923. augusztus 1-jétől kötötték meg 12 évre. A gépparkot a legmodernebb gépekre cserélték.
A gyárvezetés a világgazdasági válság hatására és a két gyár közötti feszültségek miatt később felbontotta a bérleti szerződést. 1934 augusztusában a VIII. kerület, Kőbányai út 31. szám alatti vagongyári épületbe költöztették át az árammérőgyárat, ami szervezetileg az elektromos gyárhoz tartozott, annak önálló ágazataként. Külön gyári jellege azonban még ebben az évben megszűnt, amikor a Fehérvári út teljes gépparkja átkerült a VIII. kerület, Villám utca 38. szám alatti gyárépületbe.

## A háború alatt és után
A II. világháború súlyos károkat okozott a felszerelt árammérő-állományban. Az energiát sok helyütt mérés nélkül szolgáltatták. Másfelől az újjáépítés hatalmas mérőszükséglet-igényt támasztott.
A Ganz a háború alatt a gyártás egy részét a Fény utcai részlegbe telepítette át. Itt gyártották az Up típusjelű villamos fogyasztásmérőket. A gyártelep azonban hadszíntérré változott. A gyár 1944. december 28-29-én leégett, és 80%-ban elpusztult. Az Up mérők dokumentációja teljes mértékben megsemmisült. A Villám utcai gyár az 1943. januári légitámadásban szintén súlyosan megsérült, de kisebb mértékben, mint a budai gyár. A Magyarországi Szövetséges Ellenőrző Bizottság jegyzéke szerint a gyár a háború után 24 000 darab háromfázisú és 6000 darab egyfázisú számlálót szállított a Szovjetuniónak jóvátételként. A termelés kibontakozását erősen hátráltatta a nyersanyagok és az energiaszolgáltatás hiánya. Az elavult, illetve tönkrement géppark szintén gondot jelentett. Csak a nélkülözhetetlen svájci gépeket sikerült beszerezni.
A jóvátételi szállítások kapcsán hamarosan állami kezelésbe vették a Ganzot. 1946. december 1-jétől ugyan formálisan nem, de gyakorlatilag államosították a gyárat. Ezt a Minisztertanács 1946. november 22-ei határozata rendelte el. A jóvátételi szállítások kielégítésébe bekapcsolódott a Hajós és Szántó cég, mely a szállításoknak kb. harmadát gyártotta. Ezt a céget az 1948. március 25-ei rendelet után államosították.
Az államosított Ganz gyárat 1949-ben önálló állami vállalatokra bontották szét és a cég vegyes profilját ezen vállalatok között osztották szét:
- Ganz Vagon- és Gépgyár;
- Ganz Villamossági Gyár;
- Ganz Hajógyár;
- Ganz Kapcsoló- és Készülékgyár;
- Ganz Árammérőgyár;
- Aprítógépgyár – Jászberény.

Az árammérőgyártás az Agrolux közvetítésével a Ganz Árammérőgyárba olvadt be, kb. 40 fővel.
Az Agroluxot szintén államosították, és az ezt követő profiltisztítások során leadta a fogyasztásmérők gyártását. A Népgazdasági Tanács 1950. március 2-ai, 10/1950. számú határozata olvasztotta be a Ganz Árammérőgyárba.

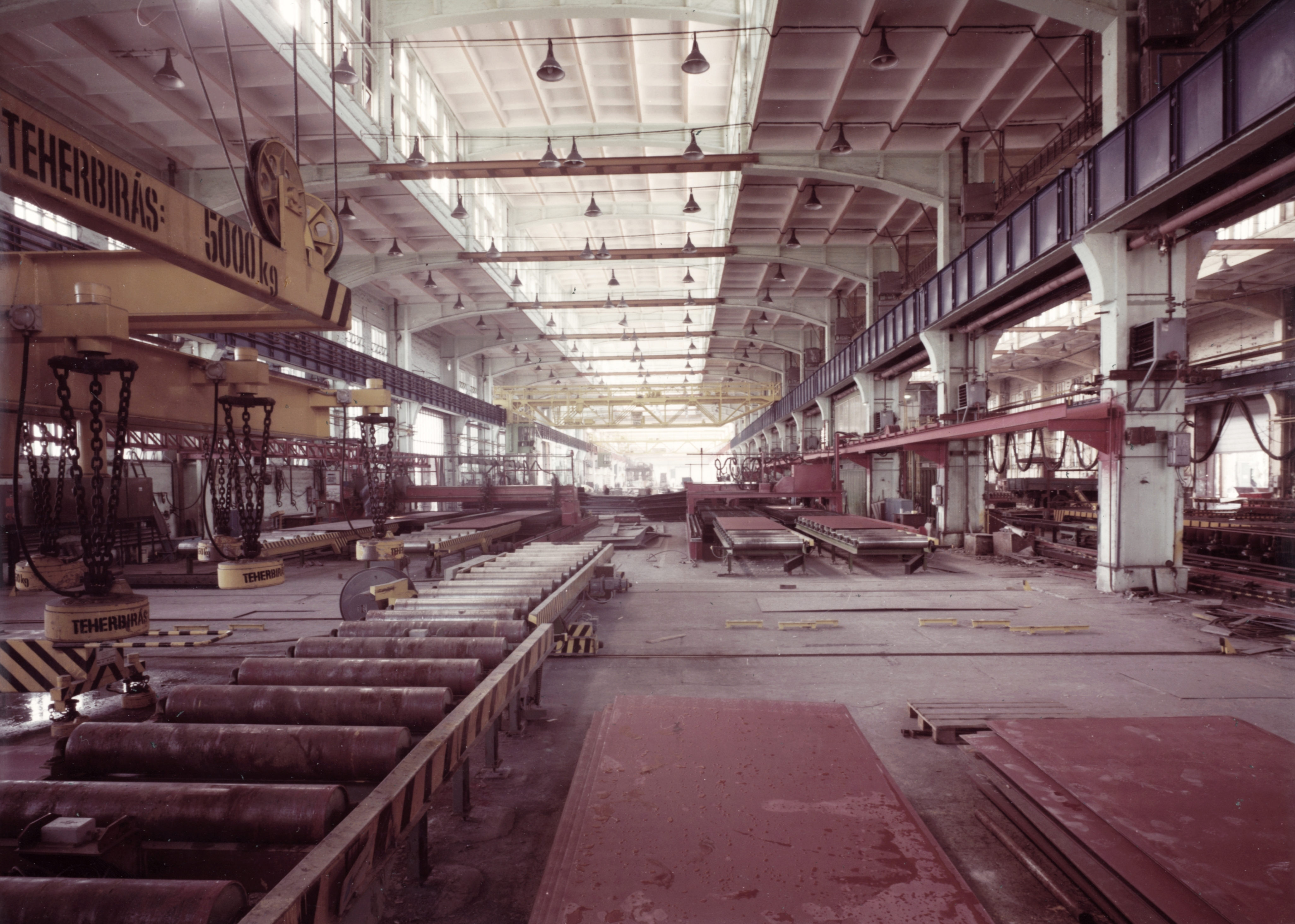
Az angyalföldi hajógyár népszigeti szerelőcsarnoka 1984-ben